# Crossognathiformes
Die Crossognathiformes sind eine ausgestorbene marine Knochenfischordnung aus der Klasse der Strahlenflosser (Actinopterygii). Die Gruppe lebte von der Unterkreide bis zum Paleozän.

## Merkmale
Die Crossognathiformes waren mittelgroße Fische mit schlankem Rumpf, langem Kopf und spitzer Schnauze mit einer tiefen Maulspalte. Die kurze, dreieckige Rückenflosse saß vor der Körpermitte. Die Brustflossen waren schlank und schmal, die Schwanzflosse tief gespalten.

## Äußere Systematik
Die systematische Position der Crossognathiformes ist unsicher. Sicher ist, das sie zu den Teleostei, den höheren Knochenfischen gehören. Louis Taverne ordnet sie als primitive Schwestergruppe der Clupeomorpha und Euteleostei innerhalb der Clupeocephala ein.

## Innere Systematik
- Familie Crossognathidae
  - Apsopelix
  - Crossognathus
- Familie Notelopidae
  - Notelops
- Familie Pachyrizodontidae
  - Aquilopiscis
  - Elopopsis
  - Goulmimichthys
  - Greenwoodella
  - Michin
  - Nardopiscis
  - Pachyrizodus

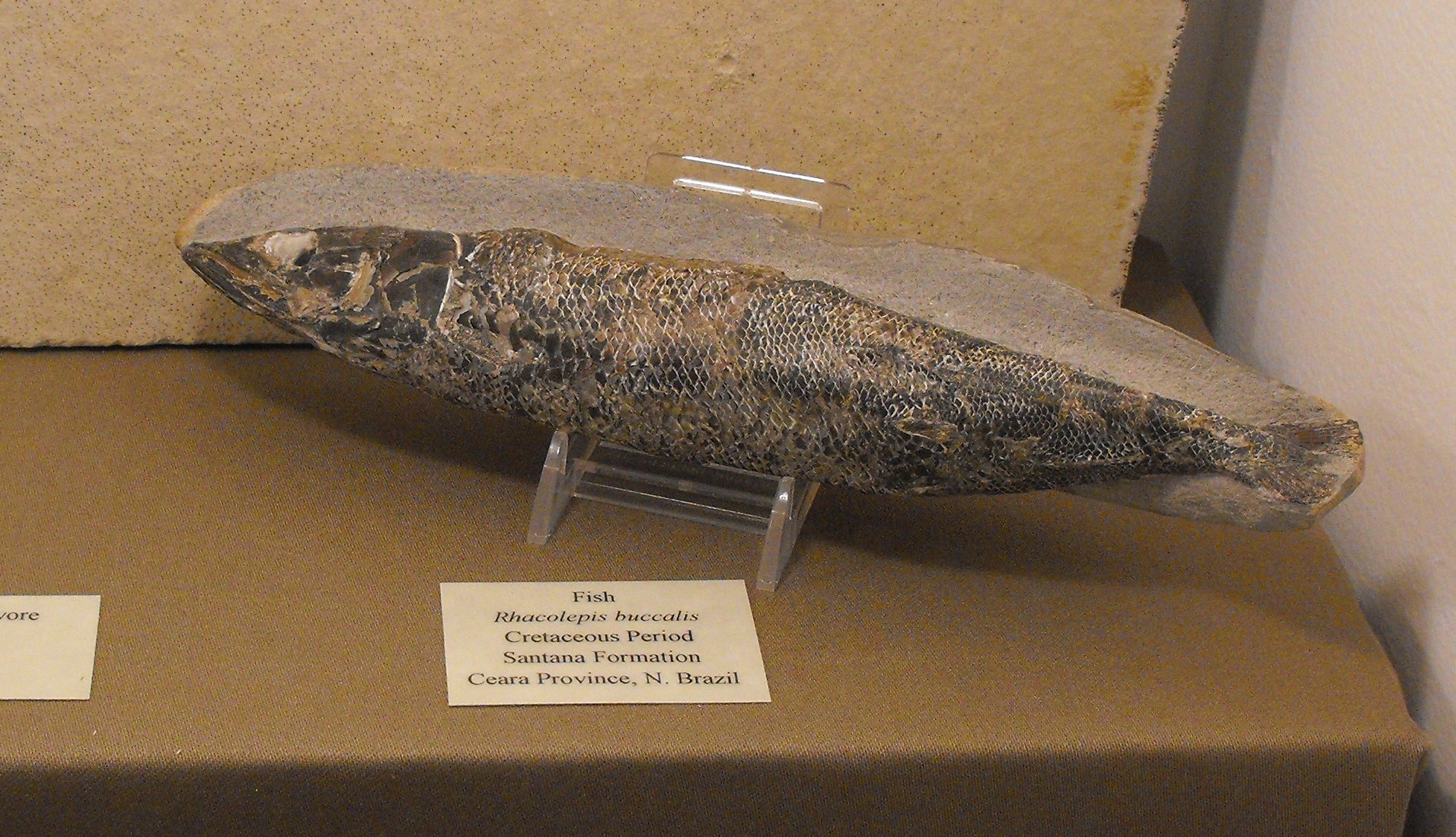
Rhacolepis buccalis

  - Platinx (einzige Gattung aus dem Paleozän)
  - Rhacolepis
  - Tingitanichthys
- Familie Varasichthyidae
  - Bobbichthys
  - Domeykos
  - Luisichthys
  - Protoclupea
  - Varasichthys